# Nage
Het Nage, ook Nagé of Nage-Keo, is een Austronesische taal die gesproken wordt door 50 000 (1993) inwoners van Centraal-Flores, onderdeel van de Kleine Soenda-eilanden (Indonesië). De sprekers wonen noordoostelijk van het Ngadhataalgebied, op de noordelijke en westelijke hellingen van de vulkaan Ebu Lobo.

## Classificatie
- Austronesische talen (1268)
  - Malayo-Polynesische talen (1248)
    - Centraal-Oostelijke talen (708)
      - Centraal-Malayo-Polynesische talen (168)
        - Bima-Soembatalen (27)
          - Ende-Liotalen (4)
            - Nage

## Verspreiding van de sprekers
- Indonesië: 50 000; 69e gedeelde plaats, 78e gedeelde plaats volgens totaal aantal sprekers

Endenees · Ke'o · Lionees · Nage